# Завод суперфосфату в Маунт-Мангануї
Завод суперфосфату в Маунт-Мангануї — підприємство хімічної промисловості на Північному острові Нової Зеландії.
З 1870-х років у районі Маунт-Мангануї здійснювали переробку продукції сірчаної копальні Вайт-Айленд. У 1884-му компанія New Zealand Manure and Chemical Company стала використовувати частину сірки прямо на місці для виробництва сульфатної кислоти з наступним продукуванням добрива — суперфосфату (отримують шляхом розкладання фосфоритів сульфатною кислотою). Це виробництво стало другим в Новій Зеландії після заводу сперфосфату в Бернсайді, проте на відміну від останнього так і залишилось невеликим майданчиком і не пізніше 1900-го припинило роботу.
У 1958-му в Маунт-Мангануї ввели в дію завод суперфосфату фермерської кооперативної компанії Bay  of  Plenty Co-operative  Fertiliser, яка з 1987-го перетворилась на BOP  Fertiliser  після об'єднання з Kiwi Fertiliser — дочірньою структурою Fernz Corporation (спершу отримала 40 % у BOP  Fertiliser, проте до 2005-го всі вони опинились в руках фермерського кооперативу). В 2001-му BOP  Fertiliser об'єднали зі ще трьома двома придбаними фермерським кооперативом компаніями, що володіли заводами добрив у Вангареї, Аваруа та Капуні, унаслідок чого з'явилась компанія Ballance Agri-Nutrients Limited.
Майданчик самостійно продукує сульфатну кислоту в обсягах до 480 тонн на добу, а постачальником необхідної для цього сірки є нафтопереробна промисловість Канади. Технологія передбачає спалювання сірки, причому утилізацією тепла продукують достатньо електроенергії, щоб забезпечувати власні потреби заводу та навіть продавати певні надлишки до загальної мережі.
Фосфорити так само імпортують і зараз головним постачальником виступає Марокко (вперше сировину звідти закупили у 1989 році) — це викликає в суспільстві дискусію відносно етичності закупівель сировини походженням із Західної Сахари.